# (5519) Lellouch
(5519) Lellouch es un asteroide perteneciente al cinturón de asteroides descubierto el 23 de agosto de 1990 por Henry E. Holt desde el Observatorio del Monte Palomar, Estados Unidos.

## Designación y nombre
Designado provisionalmente como 1990 QB4. Fue nombrado Lellouch en honor de Emmanuel Lellouch, científico planetario en el Observatorio de París. Trabaja principalmente en atmósferas planetarias y satelitales que utilizan espectroscopia infrarroja y milimétrica. Hizo importantes contribuciones a las primeras observaciones de la atmósfera global de Io, las mediciones del viento en Venus y Marte y la detección de agua en los planetas exteriores. También estudia las superficies planetarias y los cometas, y ha sido o es coinvestigador o asociado en muchos experimentos de naves espaciales (Phobos, Galileo, ISO, Cassini, Mars Express, Rosetta, FIRST).

## Características orbitales
Lellouch está situado a una distancia media del Sol de 3,166 ua, pudiendo alejarse hasta 3,292 ua y acercarse hasta 3,040 ua. Su excentricidad es 0,039 y la inclinación orbital 6,721 grados. Emplea 2057,96 días en completar una órbita alrededor del Sol.

## Características físicas
La magnitud absoluta de Lellouch es 12,4. Tiene 19,917 km de diámetro y su albedo se estima en 0,059. 